# 別買這個
《別買這個》（英語：Don't Buy This），全稱《別買這個：有史以來五個最差的遊戲》（英語：Don't Buy This: Five of the Worst Games Ever），是Sinclair ZX Spectrum上的一個電子遊戲合輯。根據包裝盒上的說明，這些遊戲的口碑非常差。此遊戲合輯的售價為2.50英鎊。

## 遊戲
《別買這個》總共包含了五個遊戲。他們分別為《菲多1》、《菲多2：小狗能量》、《王牌竞速》、《吃角子老虎》和《黃鼠狼威利》。

## 評價
杂志《你的辛克莱尔》（Your Sinclair）指出「這些遊戲其實沒那麼糟糕，但是它們的確沒多少樂趣」。《辛克萊爾用戶》（Sinclair User）則認為這五個遊戲是「ZX Spectrum有史以來五個最平庸的遊戲」。

## 外部連結
- 《別買這個》的官方網站